# Kabinett Braun II
Das Kabinett Braun II bildete die Preußische Staatsregierung von November 1921 bis Februar 1925.

## Mitglieder
| Amt               | Name                                     | Bild | Partei | Partei  |
| ----------------- | ---------------------------------------- | ---- | ------ | ------- |
| Ministerpräsident | Otto Braun                               |      |        | SPD     |
| Inneres           | Carl Severing                            |      |        | SPD     |
| Justiz            | Hugo am Zehnhoff                         |      |        | Zentrum |
| Finanzen          | Ernst von Richter bis 6. Januar 1925     |      |        | DVP     |
| Handel            | Wilhelm Siering                          |      |        | SPD     |
| Landwirtschaft    | Hugo Wendorff                            |      |        | DDP     |
| Volkswohlfahrt    | Heinrich Hirtsiefer ab 10. November 1921 |      |        | Zentrum |
| Wissenschaft      | Otto Boelitz bis 6. Januar 1925          |      |        | DVP     |